# Cananea
Cananea – miasto w Meksyku, w stanie Sonora.